# Faustin Twagiramungu
Faustin Twagiramungu   (Cyangugu, 14 d'agost de 1945 - Brussel·les, 2 de desembre de 2023) va se un polític ruandès. Va ser el primer ministre des de 1994 fins a la seva dimissió el 1995, el primer cap de govern nomenat després que el Front Patriòtic Ruandès (FPR) va capturar Kigali. Després es va exiliar a Bèlgica.

## Biografia
Twagiramungu va néixer el 14 d'agost de 1945 a la prefectura de Cyangugu. Encara que d'origen hutu, Twagiramungu rebutja l'etiqueta ètnica, preferint veure's com a ruandès. Twagiramungu parla Kinyarwanda, francès, suahili i anglès.
Twagiramungu va estudiar i treballar a Quebec, Canadà, de 1968 a 1976, durant el qual va experimentar el separatisme de Quebec i es va trobar amb René Lévesque. Després de tornar a Ruanda, va dirigir una companyia de transport anomenada Magasins Généraux du Rwanda (MAGERWA).
Twagiramungu va assolir la prominència política després de l'obertura democràtica a Ruanda en 1991, com a president d'un nou partit polític, el Moviment Democràtic Republicà. El MDR es va unir al govern multipartidista establert a l'abril de 1992 i el polític de MDR, Dismas Nsengiyaremye, es va convertir en primer ministre. No obstant això, el juliol de 1993, el MDR es va dividir entre dues faccions encapçalades per Nsengiyaremye i Twagiramungu, que ambdós volien ser primer ministre del Govern Provisional de Transició Ampliat (BBTG), un càrrec que es va decidir abans de la signatura dels acords d'Arusha. La facció de Twagiramungu era feble, però va tenir èxit gràcies al suport dels altres partits polítics. Els acords d'Arusha es van signar el 4 d'agost 1993, i Twagiramungu va ser escollit per ser Primer Ministre. El BBTG mai no es va convocar.

### Primer ministre després del genocidi
El juliol del 1994, Twagiramungu finalment es va convertir en Primer Ministre al Govern d'Unitat Nacional d'inspiració d'Arusha, creat pel FPR després de prendre el poder arran del genocidi ruandès. La seva cita va ser tenyida de simbolisme per a molts ruandesos, ja que era el gendre de Grégoire Kayibanda. Després prendre possessió, Twagiramungu es va enfrontar amb el greu problema dels abusos deld drets humans per part del FPR. Com el ministre d'interior Seth Sendashonga, creia que hi havia d'haver certa tolerància, però el preocupava quan semblava que no hi havia cap final a la vista. Segons l'historiador Gérard Prunier, que ha discutit el tema amb Twagiramungu, "els ministres hutus estaven tan conscients de la possible catàstrofe que les eventuals renúncies podrien fer que s'ho empassessin tot en nom de la unitat nacional. Fins que la matança de Kibeho els va empènyer a l'abisme." La tensió dins de l'administració va arribar a un punt en què Twagiramungu va demanar un "consell extraordinari de ministres sobre assumptes de seguretat", que es va reunir el 23 d'agost de 1995 i va acabar dos dies més endavant quan Paul Kagame, líder de facto de Ruanda i del FPR, va fer un comentari sardònic i va sortir de l'habitació. El 28 d'agost, Twagir Amungu va decidir dimitir i uns altres quatre ministres van ser destituïts l'endemà, inclòs Sendashonga. Twagiramungu va ser posat sota arrest domiciliari, però va aconseguir sortir del país abans de final d'any.

### Oposició a l'exili
En març de 1996, Twagiramungu i Sendashonga van establir un partit de l'oposició a l'exili anomenat Forces de Resistència per la Democràcia (FRD. La FRD fou posada en marxa oficialment l'abril de 1997. El 16 de maig de 1998, Sendashonga, que havia sobreviscut a un intent anterior d'acabar amb la seva vida, va ser assassinat a Nairobi. Twagiramungu va denunciar l'assassinat i en va acusar al govern ruandès. En 2001 un tribunal de Kenya va considerar que l'assassinat era polític i va culpar al govern de Ruanda.
En 1998 el FRD va convidar uns altres quatre moviments en l'exili (RDR, GID, MNLR i UNAR) per formar la Union des Forces Démocratiques Rwandaises (UFDR), que volgué pressionar per un nou acord de repartiment de poders segons la línia dels acords d'Arusha, i Twagiramungu en va ser el president de 1998 a 2002. RNLM i UNAR eren antics partits monàrquics, en vistes a representar els interessos Tutsi, però aviat van abandonar l'aliança. Com a president de l'UFDR, Twagiramungu va funcionar com si estigués sol, creant "un partit en un partir", i es va distanciar fins i tot per la majoria del seu propi partit, el FRD. També era impopular amb la vella guàrdia del RDR "a causa del seu paper destacat en l'oposició ruandesa al govern de Juvénal Habyarimana i la seva posició en la secció moderada del MDR". Twagiramungu va dimitir de la presidència al desembre de 2001 i "es va separar essencialment dels moviments opositors".
El 10 de desembre de 2002 Twagiramungu va anunciar que seria candidat a les eleccions presidencials ruandeses de 2003 amb una plataforma per la plena ocupació, seguretat regional i impostos progressius, i acusant al govern d'intentar silenciar les seves opinions. Es va veure obligat a mantenir-se com a independent, ja que el seu partit polític, el MDR, va ser prohibit. En el recompte final, va quedar segon (de tres) amb un 3,62 per cent dels vots. No va acceptar el resultat, afirmant que Paul Kagame liderava el país cap a un sistema unipartidista. Les eleccions van ser àmpliament condemnades com a fraudulentes pels observadors externs. Twagiramungu va marxar de Ruanda immediatament després de les eleccions, tement ser arrestat.
En 2010 Twagiramungu va fundar una "nova tendència política" anomenada Rwanda Rwiza Party/Rwandan Dream Initiative (RDI). A començaments de 2014 el RDI es va associar amb uns altres tres partits (PS-Imberakuri, Unió Democràtica Ruandesa i FDLR) per formar la Coalició de Partits Polítics pel Canvi (CPC). La inclusió de les FDLR va ser un punt de controvèrsia. La coalició es va trencar abans que acabi l'any.
El 4 d'abril de 2014, només dos dies després que Kagame hagués visitat Brussel·les, Twagiramungu va ser informat per la policia belga i la seguretat de l'estat que la seva vida estava en perill i la seva casa va ser protegida per la policia durant quatre dies. The Globe and Mail va informar que "hi havia proves creixents de que els agents del Sr Kagame participen en els esforços organitzats per matar dissidents exiliats".